# NOVA1
A proteína de ligação ao RNA Nova-1 é uma proteína que em humanos é codificada pelo gene NOVA1.

## Função
Este gene codifica uma proteína de ligação a RNA específica para neurônios, um membro da família Nova de antígenos de doenças paraneoplásicas, que é reconhecida e inibida por anticorpos paraneoplásicos. Esses anticorpos são encontrados no soro de pacientes com opsoclonia-ataxia paraneoplásica, câncer de mama e câncer de pulmão de pequenas células. Foram descritos transcritos emendados alternativos que codificam isoformas distintas. Tanto os neandertais quanto os denisovanos tinham uma versão e quase todos os humanos modernos tinham outra, sugerindo seleção positiva. A inserção da variante do gene Neandertal do gene do antígeno ventral neuro-oncológico 1 (NOVA1) em organóides corticais humanos promoveu um desenvolvimento mais lento e maior complexidade de superfície nos modelos cerebrais.

## Pesquisa
Uma análise de todo o genoma para identificar 61 variantes codificantes em genes codificadores de proteínas, indicou que o o gene que codifica a proteína de ligação ao RNA NOVA1 como um dos principais candidatos para análises funcionais, pesquisadores introduziram a variante dos genes neandertais arcaico em células-tronco pluripotentes humanas e geraram organóides cerebrais. Esses organóides mostraram alterações na expressão e na emenda do gene, bem como na morfologia e na sinaptogênese, sugerindo que esse método poderia ser usado para explorar outras mudanças genéticas que fundamentam as características fenotípicas que separam nossa espécie de parentes extintos.
Usando a técnica CRISPR – Cas9 para introduzir a forma Neandertal e Denisovana de NOVA1 em células-tronco pluripotentes humanas, que podem se desenvolver em qualquer tipo de célula. Os pesquisadores os cultivaram para formar organóides, aglomerados de tecido parecido com o do cérebro, com até 5 milímetros de diâmetro, ao lado de organóides do cérebro humano normal para comparação.